# Nikołaj Ekk (reżyser)
Nikołaj Władimirowicz Ekk  (ros. Никола́й Влади́мирович Экк; ur. 14 czerwca 1902 w Rydze, zm. 13 lipca 1976 w Moskwie) – radziecki reżyser filmowy, scenarzysta oraz aktor. Zasłużony Działacz Sztuk RFSRR (1973).
Zasłynął z eksperymentów w dziedzinie dźwięku i koloru.
Reżyser pierwszego radzieckiego pełnometrażowego filmu dźwiękowego pt. Bezdomni (Путёвка в жизнь, 1931) oraz pierwszego kolorowego filmu radzieckiego Sołowiej-Sołowuszko (Соловей-Соловушко, 1936). Ukończył Wszechzwiązkowy Państwowy Instytut Kinematografii.
Pochowany na Cmentarzu Kuźminskim w Moskwie.

## Filmografia

### Reżyser
- 1929: Kak nado i kak nie nado (Как надо и как не надо)
- 1931: Bezdomni (Путёвка в жизнь)
- 1935: Karnawał kwiatów (Карнавал цветов)
- 1936: Sołowiej-Sołowuszko (Соловей-Соловушко)
- 1939: Soroczinskaja jarmarka (Сорочинская ярмарка)
- 1967: Czełowiek w zielonoj pierczatkie Человек в зелёной перчатке

### Scenariusz
- 1929: Kak nado i kak nie nado (Как надо и как не надо)
- 1931: Bezdomni (Путёвка в жизнь)
- 1935: Karnawał kwiatów (Карнавал цветов)
- 1936: Sołowiej-Sołowuszko (Соловей-Соловушко)
- 1939: Soroczinskaja jarmarka (Сорочинская ярмарка)

### Aktor
- 1936: Sołowiej-Sołowuszko (Соловей-Соловушко) jako wujek Andriej

Źródło:

## Nagrody i odznaczenia
- 1932: Międzynarodowy Festiwal Filmowy w Wenecji (najlepszy reżyser w ankiecie komitetu organizacyjnego, film Bezdomni (Путёвка в жизнь))
- Order Czerwonego Sztandaru Pracy

Źródło: